# Hipismo nos Jogos Olímpicos de Verão de 2016 - Adestramento por equipes
A competição de adestramento por equipes do hipismo nos Jogos Olímpicos de Verão de 2016 foi realizada entre os dias 10 de agosto a 12 de agosto no Centro Olímpico de Hipismo.

## Calendário
Horário local (UTC-3)
| Dia          | Horário | Fase               |
| ------------ | ------- | ------------------ |
| 10 de agosto | 10:00   | Grand Prix (Dia 1) |
| 11 de agosto | 10:00   | Grand Prix (Dia 2) |
| 12 de agosto | 10:00   | Grand Prix Special |

## Medalhistas
|  | GER Alemanha                                                                |  | GBR Grã-Bretanha                                            |  | USA Estados Unidos                                          |
|  | Sönke Rothenberger Dorothee Schneider Kristina Bröring-Sprehe Isabell Werth |  | Spencer Wilton Fiona Bigwood Carl Hester Charlotte Dujardin |  | Allison Brock Kasey Perry-Glass Steffen Peters Laura Graves |

## Resultados
A competições por equipes e individuais de adestramento usaram os mesmos resultados. O adestramento teve três fases, com apenas os dois primeiros usados na competição por equipes. A primeira fase foi o Grand Prix. As seis melhores equipes avançaram para a segunda fase, o Grand Prix Special. Os resultados dessa fase (ignorando os resultados anteriores do Grand Prix) produziram os resultados finais. 
| Pos.              | Ginetes                                                                                       | Cavalo                                                    | GP pts                      | GP pts       | GPS pts                     | GPS pts      | Média geral |
| Pos.              | Ginetes                                                                                       | Cavalo                                                    | Média individual            | Média equipe | Média individual            | Média equipe | Média geral |
| ----------------- | --------------------------------------------------------------------------------------------- | --------------------------------------------------------- | --------------------------- | ------------ | --------------------------- | ------------ | ----------- |
| Medalha de ouro   | GER Alemanha Sönke Rothenberger Dorothee Schneider Kristina Bröring-Sprehe Isabell Werth      | Cosmo Showtime FRH Desperados FRH Weihegold Old           | 77.329 80.986 82.257 80.643 | 81.295       | 76.261 82.619 81.401 83.711 | 82.577       | 81.936      |
| Medalha de prata  | GBR Grã-Bretanha Spencer Wilton Fiona Bigwood Carl Hester Charlotte Dujardin                  | Super Nova II Orthilia Nip Tuck Valegro                   | 72.686 77.157 75.529 85.071 | 79.252       | 73.613 74.342 76.485 82.983 | 77.937       | 78.595      |
| Medalha de bronze | USA Estados Unidos Allison Brock Kasey Perry-Glass Steffen Peters Laura Graves                | Rosevelt Dublet Legolas 92 Verdades                       | 72.686 75.229 77.614 78.071 | 76.971       | 73.824 73.235 74.622 80.644 | 76.363       | 76.667      |
| 4                 | NED Países Baixos Adelinde Cornelissen Edward Gal Diederik van Silfhout Hans Peter Minderhoud | Parzival Voice Arlando Johnson                            | RT 75.271 75.900 76.957     | 76.043       | — 73.655 76.092 75.224      | 74.991       | 75.517      |
| 5                 | SWE Suécia Mads Hendeliowitz Juliette Ramel Patrik Kittel Tinne Vilhelmson-Silfvén            | Jimmie Choo SEQ Buriel K.H. Deja Don Aurelio              | 71.771 74.943 74.586 76.429 | 75.319       | 71.681 72.045 73.866 77.199 | 74.370       | 74.845      |
| 6                 | DEN Dinamarca Anders Dahl Agnete Kirk Thinggaard Cathrine Dufour Anna Kasprzak                | Selten HW Jojo AZ Cassidy Donnperignon                    | 69.900 72.229 76.657 73.943 | 74.276       | 71.232 72.465 76.050 74.524 | 74.346       | 74.311      |
| 7                 | ESP Espanha Claudio Castilla Ruiz Daniel Martin Dockx Severo Jurado Beatriz Ferrer-Salat      | Alcaide Grandioso Lorenzo Delgado                         | 69.814 70.829 76.429 74.829 | 74.029       | Não avançou                 | Não avançou  | Não avançou |
| 8                 | FRA França Ludovic Henry Stéphanie Brieussel Pierre Volla Karen Tebar                         | After You Amorak Badinda Altena Don Luis                  | 69.214 65.114 71.500 75.029 | 71.914       | Não avançou                 | Não avançou  | Não avançou |
| 9                 | AUS Austrália Sue Hearn Mary Hanna Lyndal Oatley Kristy Oatley                                | Remmington Boogie Woogie Sandro Boy Du Soleil             | 65.343 69.643 70.186 68.900 | 69.576       | Não avançou                 | Não avançou  | Não avançou |
| 10                | BRA Brasil Pedro de Almeida Giovana Pass Luiza Almeida João Victor Marcari Oliva              | Xaparro do Vouga Zingaro de Lyw Vendaval Xamã dos Pinhais | 65.714 67.700 66.914 68.071 | 67.562       | Não avançou                 | Não avançou  | Não avançou |
| 11                | JPN Japão Akane Kuroki Kiichi Harada Masanao Takahashi Yuko Kitai                             | Toots Egistar Fabriano Don Lorean                         | 66.900 68.286 62.986 67.271 | 67.486       | Não avançou                 | Não avançou  | Não avançou |